# Feraoun
Ne doit pas être confondu avec Mouloud Feraoun.
Feraoun est une commune algérienne située dans la wilaya de Béjaïa dans la région de Petite Kabylie.

## Géographie

### Situation
| Semaoun, Aït Djellil | Semaoun                               | Amizour  |
| Aït Djellil          | Feraoun                               | Barbacha |
| Aït Maouche          | Bousselam (Sétif) Beni Mouhli (Sétif) | Barbacha |

### Localités de la commune
La commune de Feraoun est composée à sa création, outre son chef-lieu Feraoune-centre, des localités suivantes:
- Aït Ounir
- Akentas
- Feraoune
- Iadnanen
- Ibahlal (Ivahlal)
- Ichekaben (ichekaven)
- Iguer Ali
- Iguer Guendouz
- Tala N'Béla
- Tayma
- Taourirt
- Tifritine
- Timessilline
- Tizi

### Climat
Feraoun se situe dans la zone du climat méditerranéen. Avec des étés très chauds et secs, et des hivers froids et humides, il neige souvent durant les hivers, en particulier entre janvier et février sur les hautes altitudes à (+600 m). En été, le climat est très chaud et sec surtout en juillet et août, plus humide en fin août à septembre avec des températures élevées. À partir de novembre les températures peuvent descendre à environ 8 °C la nuit, les moyennes en journée sont de 15 °C.Aussi en été il y a beaucoup de moustiques.

## Économie

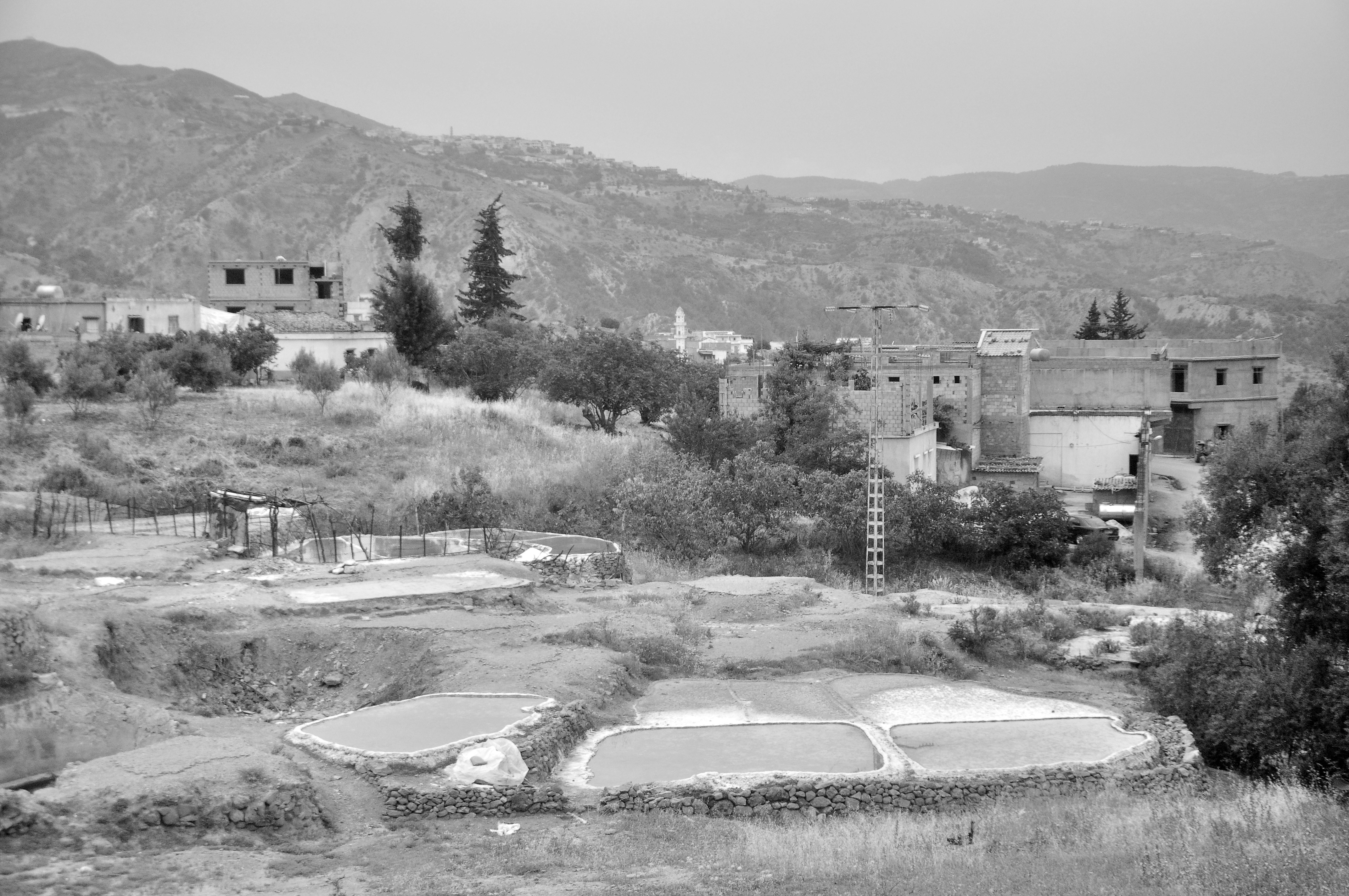
Salines d'Ichekaven.

Les activités agricoles dominent la région : plantations d'oliviers, blé, légumes…
La majorité des habitants travaillent dans les villes industrielles de la région (Béjaïa, Akbou...) ou sur Alger. Une partie assez importante immigre à l'étranger, majoritairement en France ou au Canada (pour les cadres).